# Torre dei Marsili
La torre dei Marsili è un edificio storico del centro di Firenze, situato in borgo San Jacopo 17-19, angolo via Toscanella e via dei Sapiti, nel quartiere di Oltrarno. La torre e la casa attigua appaiono nell'elenco redatto nel 1901 dalla Direzione Generale delle Antichità e Belle Arti, quali edifici monumentali da considerare patrimonio artistico nazionale. 

## Storia

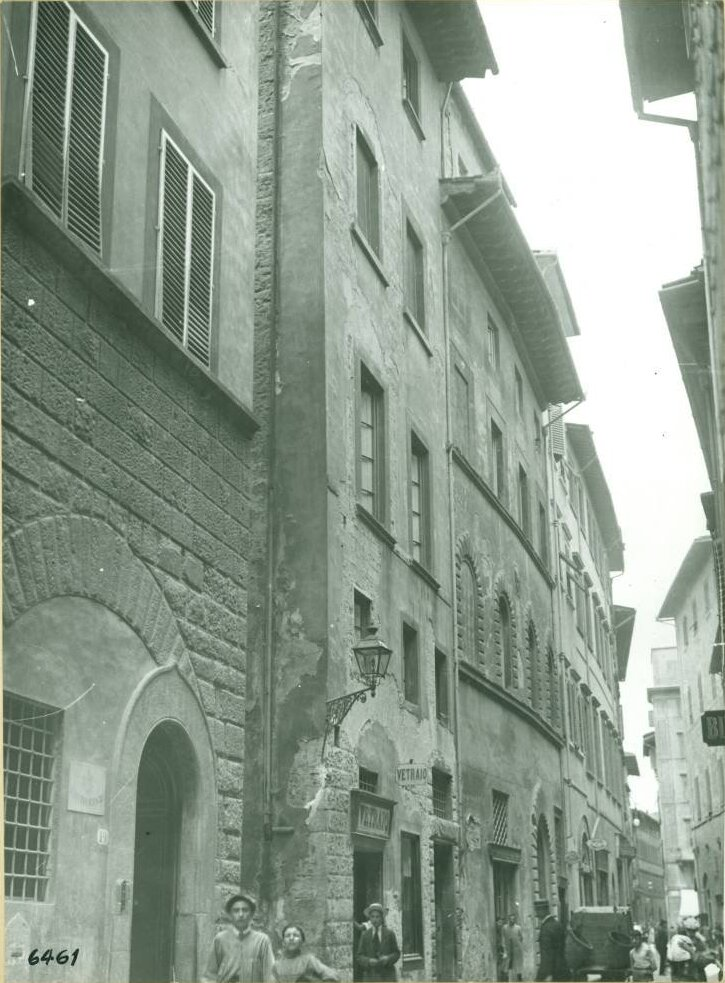
La torre prima dei restauri del 1925

L'edificio è costituito nella sua parte principale e più antica da una torre, in origine della famiglia dei Marsili che, di parte guelfa, partecipò alla battaglia di Montaperti subendo le conseguenze della sconfitta. "La torre, dopo la battaglia di Montaperti, passò alla famiglia ghibellina dei Ramaglianti, ma dopo Benevento, nel 1265, i Guelfi tentarono di distruggerla appiccando il fuoco. La torre, semidistrutta, tornò ai Marsili che ne rimasero in possesso fino al 1380 e la collegarono al palazzetto trecentesco di via Toscanella. Nel 1380, la famiglia Ramaglianti - da sempre ghibellina - passò dalla parte guelfa e ser Matteo Ramaglianti fu richiamato a Firenze e reintegrato nel possesso della torre e case annesse come risulta dal catasto di Decima Quartiere di S. Spirito, Gonfalone Nicchio". 
Acquisito il complesso dai Sapiti, che ne rimasero proprietari fino ai primi del Seicento, fu ristrutturato nei suoi spazi interni, probabilmente nel secolo successivo. Attorno alla metà dell'Ottocento era proprietà dell'antiquario e gioielliere Giuseppe Sorbi, che l'avrebbe restaurato attorno al 1830: a questo periodo, oltre a significativi lavori di ristrutturazione interni, sono da ricondurre sia alcune belle decorazioni pittoriche ispirate alle grottesche cinquecentesche, sia motivi geometrici a stampino in stile neo trecentesco. 
Attorno al 1925 l'edificio fu oggetto di un restauro documentato da alcune fotografie presenti presso la Fototeca dei Musei Civici Fiorentini, teso a enfatizzarne il carattere medievale, così come contemporaneamente si faceva su vari edifici lungo la via, a partire dalla torre dei Rossi Cerchi e del palazzo Canigiani oggetto sempre nel 1924-1925 di un intervento diretto da Alfredo Lenzi. Negli anni trenta del Novecento, dopo essere stato degli Arrighi e, secondo alcune fonti, dello scultore Antonio Maraini, il complesso fu acquistato e abitato dalla scrittrice americana Edith Burr, di fede Baha'i, di modo che la residenza divenne riferimento per i proseliti di questa dottrina in Italia. 
Coinvolto parzialmente nelle distruzioni delle zona operate dalle truppe tedesche in ritirata, fu successivamente restaurato. A seguito dell'acquisto da parte di una società del gruppo SMI (Società Metallurgica Italiana) l'intero complesso fu nuovamente restaurato su progetto e direzione dei lavori dell'architetto Luigi Caliterna, tra il 1981 e il 1985. Dei criteri seguiti durante l'intervento, premiato nel 1989 dalla Fondazione Giulio Marchi, è cronaca dettagliata la pubblicazione promossa dalla Società Metallurgica Italiana nel 1986.

## Descrizione

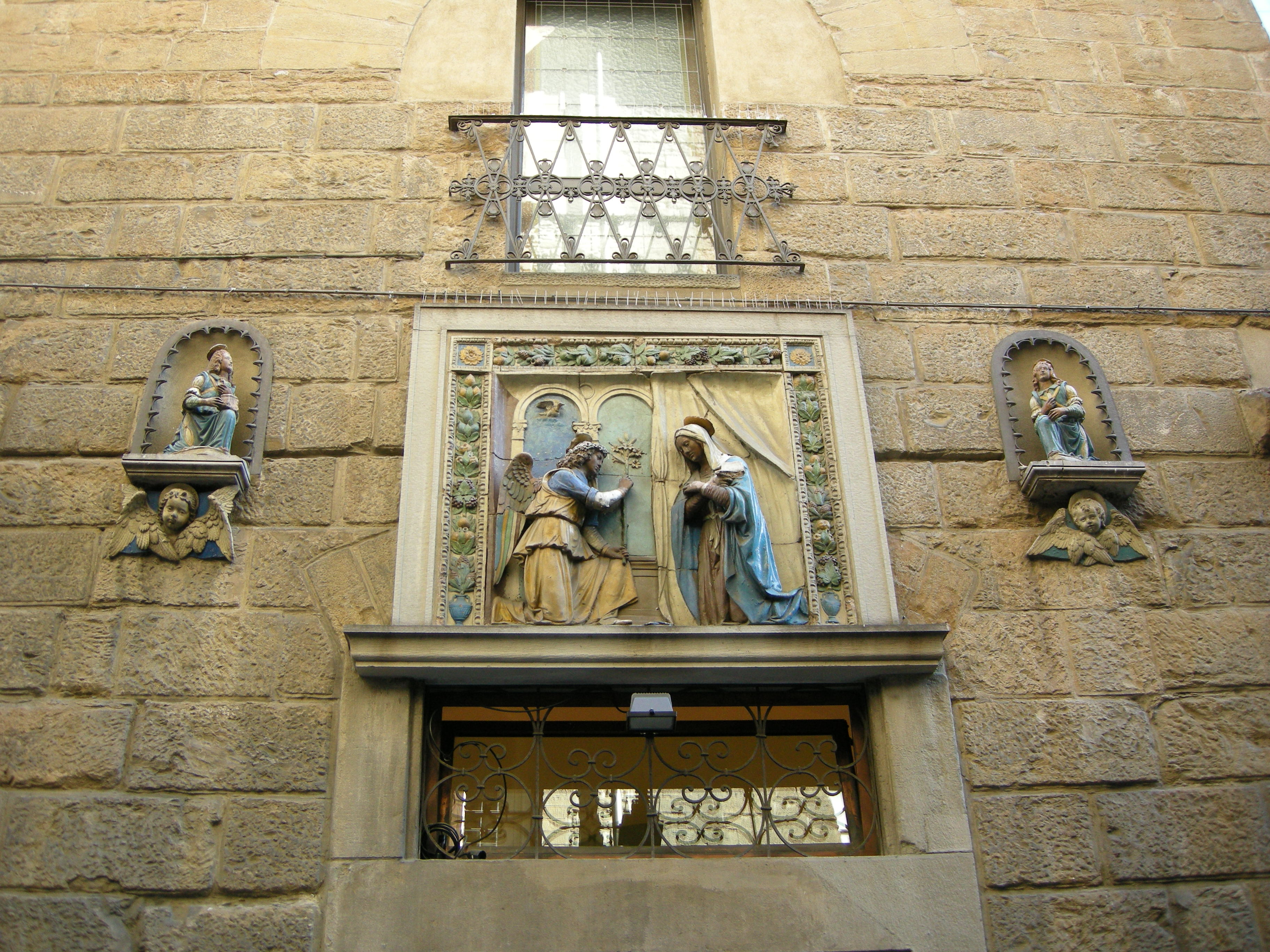
Le decorazioni sopra il portale

La torre si presenta a pianta rettangolare e a cinque piani, con gli ultimi due che si innalzano al di sopra degli edifici circostanti. Il rivestimento a filaretto di pietra è a vista e si aprono sulle pareti esterne numerose finestre e buche pontaie allineate all'altezza del suolo dei vari piani. All'ultimo piano la grande stanza con finestre panoramiche sotto il tetto spiovente è la parte meno antica della torre.
Sul portone è presente la copia di una Annunciazione, di due Angeli reggicero su cherubini e di un Gesù bambino benedicente in terracotta invetriata (gli originali sono conservati nell'ampio androne interno con accesso dal civico 19), di scuola di Giovanni della Robbia, sempre risalenti al periodo della proprietà Sorbi. Per la guida di Firenze del 1850, che segnala la presenza di una iscrizione sotto l'immagine del tabernacolo che la indica posta da Giuseppe Sorbi nel 1830 (trascritta da Bigazzi nel 1886), i lavori della "graziosissima rosta" sarebbero del Caparra. 
Sull'angolo tra borgo San Jacopo e via Toscanella, il volume è frutto pressoché totale di una ricostruzione effettuata a seguito dei danni provocati dagli eventi bellici alla fabbrica; segue, sempre su via Toscanella, una struttura muraria trecentesca (con soprelevazione e ampie integrazioni) e ancora una porzione presumibilmente seicentesca. Sul retro è un piccolo giardino con un muro di contenimento e cinta prospiciente via Toscanella, sul quale si affaccia il fronte ottocentesco dell'edificio. Porzioni quattrocentesche e settecentesche su via de' Sapiti documentano ulteriormente degli interventi di ampliamento dell'edificio occorsi nel tempo. 
Si segnala inoltre l'ironico intervento moderno che vede esposta, in una nicchia su via Toscanella, un'opera in terracotta dell'artista Mario Mariotti del 1984 (danneggiata da vandali nel 2002, quindi restaurata da Francesca Lotti e ricollocata nel 2004), nota come Madonna del Puzzo, raffigurante il busto di una donna che si tappa il naso in allusione al degrado che in quegli anni interessava il tratto di strada, ingombro di cassonetti per i rifiuti.

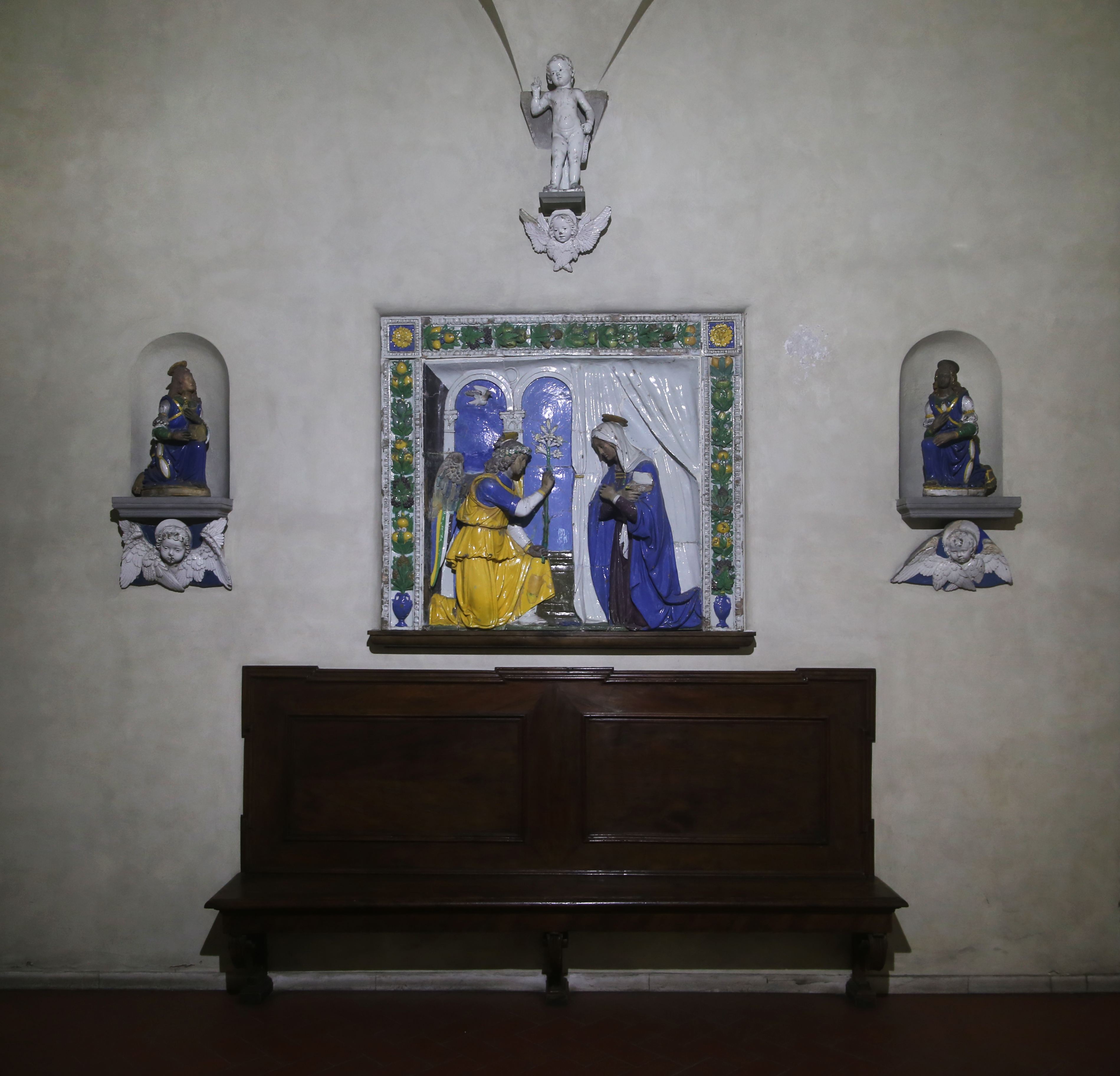
Le robbiane originali nell'androne
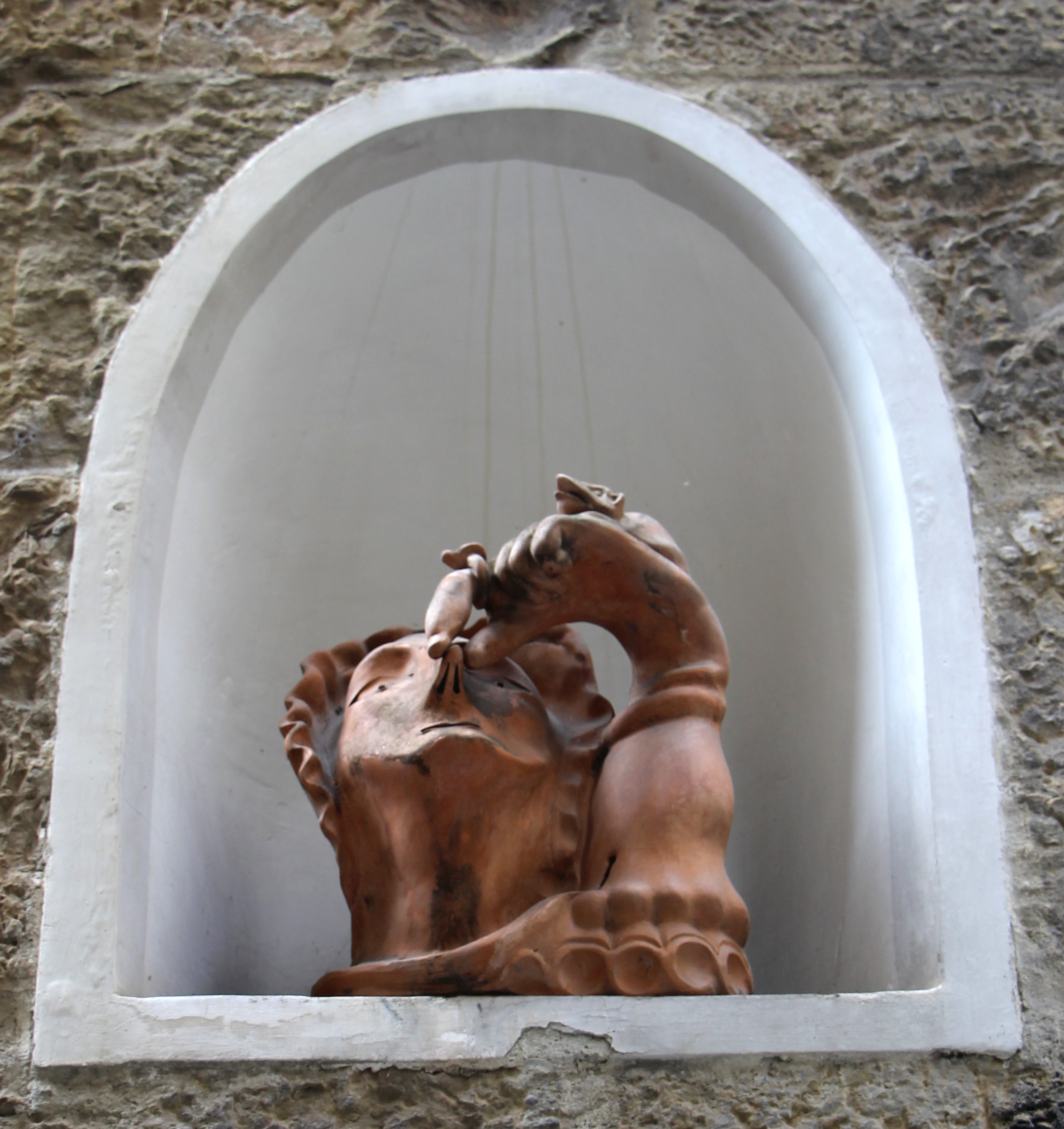
La Madonna del puzzo

## Bibliografia

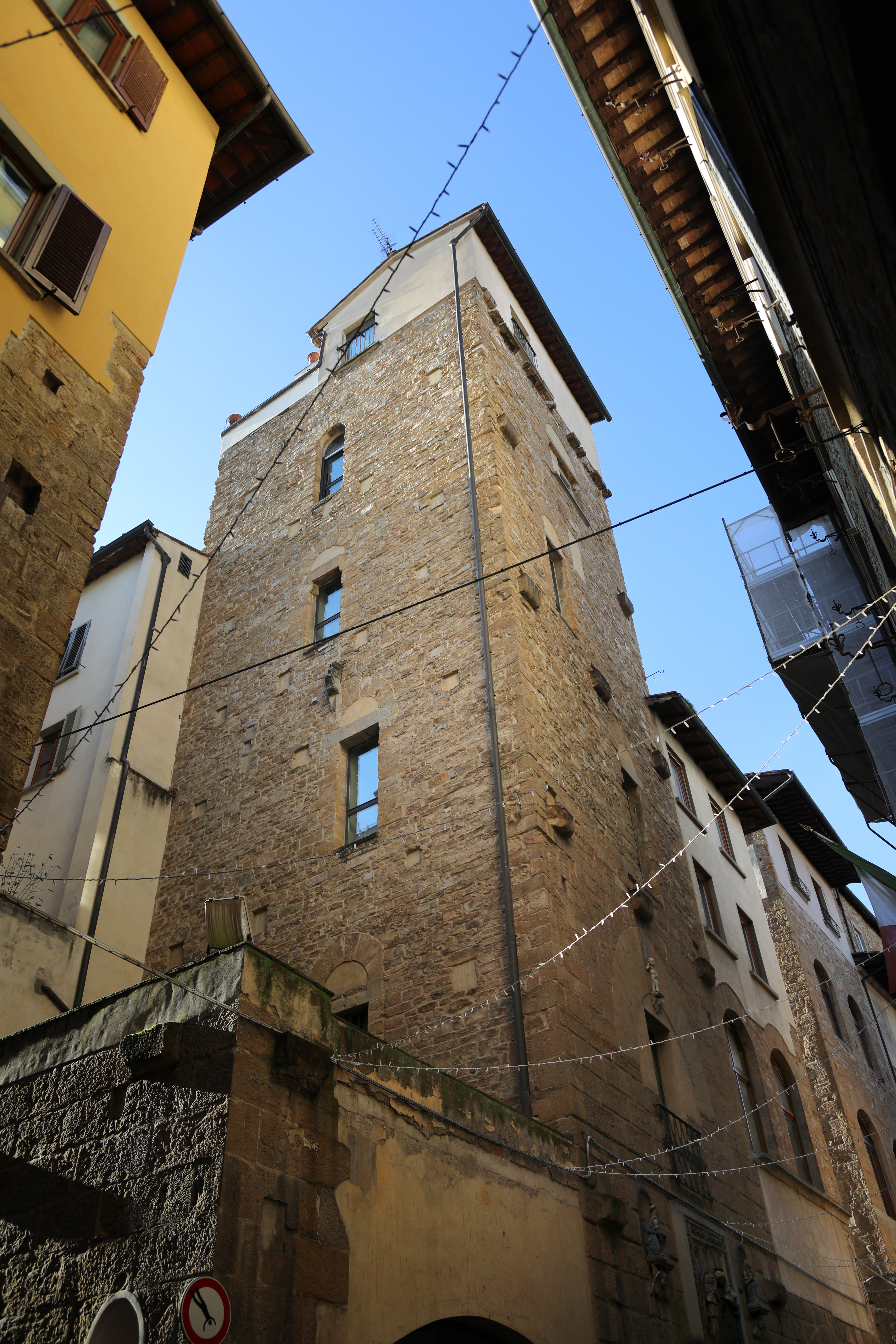
Veduta della torre